# 1,5-アンヒドロ-D-フルクトースレダクターゼ
1,5-アンヒドロ-D-フルクトースレダクターゼ（1,5-anhydro-D-fructose reductase）は、次の化学反応を触媒する酸化還元酵素である。
1,5-アンヒドロ-D-グルシトール + NADP+ {\displaystyle \rightleftharpoons } 1,5-アンヒドロ-D-フルクトース + NADPH + H+
すなわち、この酵素の基質は1,5-アンヒドロ-D-グルシトールとNADP+、生成物は1,5-アンヒドロ-D-フルクトースとNADPHとH+である。
組織名は1,5-anhydro-D-glucitol:NADP+ oxidoreductaseである。